# 普舒帕瓦麗
普舒帕瓦麗（英語：Pushpavalli，1925年1月3日—1991年4月28日）是印度女演員，主要演出泰米尔语和泰卢固语电影。她最為所知的是她和已婚南印度男影星占美尼·加尼山的關係。普舒帕瓦麗其後更為加尼山誕下兩名女兒，共中長女瑞卡是印度最知名的女演員之一。

## 外部連結
- 普舒帕瓦麗在互联网电影资料库（IMDb）上的資料（英文）